# Landschaftsschutzgebiet Feldgehölz in Ardorf (LSG WTM 00010)
Das Landschaftsschutzgebiet Feldgehölz in Ardorf ist ein Landschaftsschutzgebiet im Landkreis Wittmund des Bundeslandes Niedersachsen. Es trägt die Nummer LSG WTM 00010. Als untere Naturschutzbehörde ist der Landkreis Wittmund für das Gebiet zuständig.

## Beschreibung des Gebiets
Das 1941 ausgewiesene Landschaftsschutzgebiet umfasst eine Fläche von 0,03 Quadratkilometern und liegt nördlich des Birkenweges an dem Fluss Borkholter Leide, südöstlich des Ortskerns von Ardorf, einem Stadtteil von Wittmund.

## Schutzzweck
Genereller Schutzzweck ist der „Erhalt und Entwicklung einer naturnahen, artenreichen Waldparzelle mit direkt angrenzendem Teich insbesondere für den Vogelschutz“. Dies will der Landkreis durch eine Überarbeitung der Schutzgebietsverordnung, eine Vergrößerung des Landschaftsschutzgebietes in nördlicher Richtung und Einbeziehung des dortigen Teiches erreichen. Zudem schlägt der Landkreis eine Unterschutzstellung als Geschützter Landschaftsbestandteil vor, um den Schutz ausreichend zu sichern.